# Leucophenga hungarica
Leucophenga hungarica är en tvåvingeart som beskrevs av Papp 2000. Leucophenga hungarica ingår i släktet Leucophenga och familjen daggflugor. Inga underarter finns listade i Catalogue of Life.